# Jóhanna Sigurðardóttir
Jóhanna Sigurðardóttir (pronunciado [jouːhanːa 'sɪːɣʏrðartouhtɪr], Reikiavik, 4 de octubre de 1942) es una política islandesa que ejerció de primera ministra de Islandia entre 2009 y 2013. Fue nombrada Ministra de Asuntos Sociales y Seguridad Social el 24 de mayo de 2007, cargo que ya había asumido entre 1987 y 1994, bajo el nombre de Ministra de Asuntos Sociales.
Miembro de la Alianza Socialdemócrata, ha formado parte del Parlamento de Islandia ininterrumpidamente desde 1978, habiendo sido reelecta sucesivamente en ocho oportunidades. 
El 1 de febrero de 2009 se convirtió en la primera mujer que asume el cargo de primer ministro de Islandia. Siendo lesbiana declarada, se convirtió en la primera jefa de gobierno reconocida como LGBT del mundo.

## Biografía

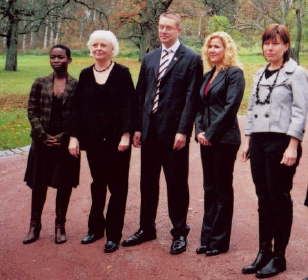
Jóhanna Sigurðardóttir, la segunda desde la izquierda, en una reunión del Consejo de Ministros Nórdicos en Dinamarca en 2007.

### Inicios y vida privada
Jóhanna nació en Reikiavik y estudió en el Colegio Comercial de Islandia, una escuela vocacional operada por la Cámara de Comercio de Islandia. Luego de su graduación en 1960, trabajó como auxiliar de vuelo en Loftleiðir (empresa predecesora de Icelandair) y también como oficinista. Fue un miembro activo en organizaciones de trabajadores desde el inicio de su vida profesional, presidiendo la Junta de la «Asociación Islandesa de Tripulantes de Cabina» en los años 1966 y 1969, y también la Junta de Svölurnar, Asociación de Ex Auxiliares de Vuelo, en 1975. También fue miembro de la Unión de Trabajadores del Comercio desde 1976 hasta 1983.
En 1970, Jóhanna se casó con Þorvaldur Steinar Jóhannesson, con quien tuvo dos hijos en 1972 y 1977. Sin embargo, la pareja se divorciaría y Jóhanna se declararía como lesbiana, iniciando una relación con la autora y dramaturga Jónína Leósdóttir (nacida en 1954). La pareja contrajo una unión civil en 2002. Posteriormente, Jóhanna y Jónína celebraron uno de los primeros matrimonios entre personas del mismo sexo en Islandia al casarse el 27 de junio de 2010, el mismo día en que entró en vigor dicha ley promovida por el gobierno de Jóhanna.

### Carrera parlamentaria
En 1978 fue elegida para ocupar un cargo en el Alþingi por la lista del Partido Social Demócrata por la circunscripción de Reikiavik.
Disfrutó de un temprano éxito en su carrera parlamentaria, asumiendo la vicepresidencia del Alþingi en 1979 y posteriormente entre los años 1983 y 1984. También fue vicepresidenta del Partido Social Demócrata desde 1984, cargo que dejó en el año 1993.
También fue Ministra de Asuntos Sociales bajo cuatro gobiernos sucesivos desde 1987 a 1994. Luego de perder las elecciones a la presidencia de ese partido, realizó una declaración que se transformaría posteriormente en una frase ícono del islandés: "Minn tími mun koma!" ("Mi tiempo va a llegar!"). Tras las elecciones, formó al Þjóðvaki. Los dos partidos se fusionaron el 2000 formando la Alianza Socialdemócrata.
Entre 1994 y 2003, Jóhanna fue un activo miembro de la oposición en el Alþingi, participando en numerosos comités parlamentarios. Luego de las elecciones de 2003, en las que fue elegida por la circunscripción de Reikiavik Sur (luego de la división de la antigua circunscripción de Reikiavik), fue reelegida para la vicepresidencia del Alþingi. 
Las elecciones de 2007, en las que Jóhanna asumió por la circunscripción de Reikiavik Norte, vieron el retorno de la Alianza Socialdemócrata al gobierno en coalición con el Partido de la Islandia. El mismo año fue nombrada Ministra de Asuntos Sociales y Seguridad Social.

### Crisis política del 2009
El 26 de enero de 2009 el primer ministro Geir Haarde anunció su renuncia y la de todo su gabinete, además de la disolución de la coalición que representaba, al Presidente de Islandia, Ólafur Ragnar Grímsson. Esto tras 16 semanas de protestas contra la gestión del Gobierno frente a la grave crisis económica que afectaba al país.
Luego de las conversaciones de los líderes de los cinco partidos representados en el Alþingi, el presidente solicitó a la Alianza Socialdemócrata y el Movimiento de Izquierda-Verde formar un nuevo Gobierno y preparar elecciones para la primavera boreal.
Jóhanna Sigurðardóttir fue propuesta como primera ministra para el nuevo Gobierno, debido a su popularidad entre el público general y sus buenas relaciones con el Movimiento de Izquierda-Verde. Una encuesta de opinión realizada por The Gallup Organization en diciembre de 2008 encontró que el 73% de los encuestados aprobaron su gestión como ministra, más que cualquier otro miembro del gabinete. Además, fue la única ministra que mejoró su aprobación durante 2008.
El nuevo Gobierno necesitaba el apoyo del Partido Progresista en el Alþingi. Las negociaciones continuaron hasta la tarde del 31 de enero, asumiendo el nuevo gabinete el 1 de febrero de 2009 y convirtiendo así a Jóhanna Sigurðardóttir en la primera mujer que asume como primer ministro de Islandia y, además, la primera jefa de gobierno homosexual del mundo. La nueva coalición acordó adelantar las elecciones (originalmente fijadas por el primer ministro anterior Geir Haarde para el 9 de mayo) al 25 de abril.
El gobierno provisional de izquierdas islandés obtuvo una histórica victoria en las elecciones generales del 25 de abril. El Partido Socialdemócrata y el Movimiento Izquierda-Verdes, aliados en el Gobierno interino formado en febrero, obtuvieron una mayoría absoluta de 34 de los 63 escaños del Parlamento. Los socialdemócratas obtuvieron un 29,8% (20 escaños) y sus aliados un 21,7% (14 escaños), es decir, una mayoría del 51,5% entre los dos. Johanna Sigurdardottir, de 66 años, fue confirmada en el cargo.

## Posturas políticas
Apoya el ingreso de Islandia a la Unión Europea y el establecimiento del euro como moneda.